# Dickschwanzbeutelratte

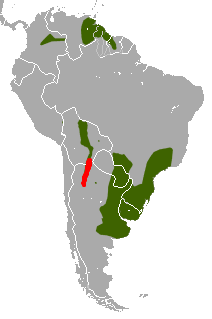
Grün – das Verbreitungsgebiet der Dickschwanzbeutelratte, Rot – das von Massoias Dickschwanzbeutelratte

Die Dickschwanzbeutelratte (Lutreolina crassicaudata) ist eine Beutelsäugerart aus der Familie der Beutelratten (Didelphidae).

## Beschreibung
Vom Körperbau ähnelt sie den Wieseln. Ihr dichtes Fell ist dunkelgelb oder braun gefärbt, die Gliedmaßen sind sehr kurz. Der Schwanz ist durch die dicke, stark behaarte Schwanzwurzel charakterisiert, im Gegensatz zu anderen Beutelratten kann er nicht als Greifschwanz verwendet werden. Die Ohren sind rund und sehr klein, die Schnauze kurz. Diese Tiere erreichen eine Kopfrumpflänge von 21 bis 45 Zentimetern, eine Schwanzlänge von 21 bis 31 Zentimeter und ein Gewicht von 200 bis 550 Gramm.

## Verbreitung und Lebensweise
Diese Art lebt in Südamerika in zwei getrennten Regionen, einerseits im Norden des Kontinents (Kolumbien bis Guyana), anderseits im zentralen Teil (Bolivien, Südbrasilien, und Nordargentinien).
Ihr Lebensraum sind meist Grasländer, oft in der Nähe von Flüssen oder Seen. Sie leben in erster Linie am Boden, können aber gut klettern und schwimmen. Sie sind nachtaktiv, tagsüber schlafen sie in Nestern aus Gräsern oder Schilf, manchmal auch in Erdhöhlen oder verlassenen Bauen anderer Tiere. Sie gelten als sozialer als andere Beutelratten, es gibt Berichte, wonach ein Männchen und zwei Weibchen zusammenleben.
Dickschwanzbeutelratten sind wohl die ausgeprägtesten Fleischfresser unter den Beutelratten. Zu ihrer Beute zählen kleine Wirbeltiere (zum Beispiel Nagetiere, Vögel, Reptilien, Frösche und Fische), Insekten und Krabben, daneben nehmen sie in geringem Ausmaß auch Früchte zu sich. Es gibt Berichte, wonach sie manchmal in Hühnerställe oder Taubenschläge eindringen und dort die Vögel reißen.

## Fortpflanzung
Zweimal im Jahr bringt das Weibchen nach zweiwöchiger Tragzeit Nachwuchs zur Welt. Nach der ersten Zeit im Beutel wachsen die Jungtiere in einem Blätternest auf. Über die Stilldauer oder das Alter beim Erreichen der Geschlechtsreife ist nichts bekannt. Die Lebenserwartung beträgt höchstens drei Jahre.

## Systematik
Die Dickschwanzbeutelratte wurde im Jahr 1804 durch den französischen Zoologen Anselme Gaëtan Desmarest erstmals beschrieben und der Gattung Didelphis zugeordnet. Im Jahr 1910 führte der britische Zoologe Oldfield Thomas die Gattung Lutreolina ein, die lange Zeit monotypisch geblieben ist. Die Dickschwanzbeutelratte wird in zwei Unterarten unterteilt, deren Verbreitungsgebiete weit auseinander liegen. Die Nominatform, L. c. crassicaudata, kommt von Bolivien über Paraguay bis zum südlichen Brasilien, Uruguay und zur argentinischen Provinz Buenos Aires vor. L. c. turneri lebt im nördlichen Guyana, in Teilen von Venezuela und im östlichen Kolumbien. Im Jahr 2014 wurde mit Massoias Dickschwanzbeutelratte (Lutreolina massoia) eine zweite Dickschwanzbeutelrattenart beschrieben. Mit L. materdei wurde im Jahr 2012 auch eine ausgestorbene Dickschwanzbeutelrattenart beschrieben, die im Miozän lebte.

## Bedrohung
Früher wurden die Tiere wegen ihres Felles gejagt, aufgrund der minderen Qualität der Pelze ist diese Praxis weitgehend verschwunden. In manchen Regionen (zum Beispiel dem nördlichen Argentinien) sind sie aufgrund der Zerstörung ihres Lebensraumes selten geworden, insgesamt betrachtet ist die Art aber häufig und zählt nicht zu den bedrohten Arten.